# Angie Skirving
Angela „Angie“ Robyn Skirving, ab Ende 2006 Angela Robyn Lambert, OAM (* 1. Februar 1981 in Toowoomba) ist eine ehemalige australische Hockeyspielerin, die im Jahr 2000 mit der Australischen Hockeynationalmannschaft Olympiasiegerin war, 2006 war sie Weltmeisterschaftszweite.

## Sportliche Karriere
Angie Skirving(-Lambert) trat in 229 Länderspielen für Australien an und erzielte 49 Tore.
Bei den Olympischen Spielen 2000 in Sydney gewannen die Australierinnen ihre Vorrundengruppe und die Finalrunde. Im Endspiel gegen die Argentinierinnen siegten die Australierinnen mit 3:1. 2002 gewann Skirving die Bronzemedaille bei den Commonwealth Games in Manchester. Ende des Jahres fand in Perth die Weltmeisterschaft 2002 statt. Die Australierinnen unterlagen im Halbfinale den Argentinierinnen mit 0:1. Im Spiel um die Bronzemedaille unterlagen die Gastgeberinnen der chinesischen Mannschaft mit 0:2.
2004 belegten die Australierinnen in der Vorrunde der Olympischen Spiele in Athen den vierten Platz und konnten daher nur um die Plätze 5–8 spielen. Mit Siegen über die Südkoreanerinnen und die Neuseeländerinnen erreichten sie den fünften Platz. Im März 2006 bei den Commonwealth Games in Melbourne gewannen die Australierinnen das Finale gegen Indien mit 1:0. Sechs Monate später bei der Weltmeisterschaft in Madrid unterlagen die Australierinnen im Finale den Niederländerinnen mit 1:3.
Ende 2006 heiratete Angie Skirving den Hockeytorwart Stephen Lambert. Bei den Olympischen Spielen 2008 in Peking belegten die Australierinnen in der Vorrunde wegen des schlechteren Torverhältnisses den dritten Platz hinter den Chinesinnen, in den Platzierungsspielen erreichten sie den fünften Platz. Angie Lambert erzielte im Turnierverlauf drei Treffer, zwei aus Strafecken und einen aus einem Siebenmeter.